# Debra Byrne
Debra Anne Byrne, nota anche con lo pseudonimo di Debbie Byrne (Melbourne, 30 marzo 1957) è una cantante e attrice australiana.

## Biografia
Byrne fece il suo debutto televisivo da adolescente con il talent show per ragazzi Brian and the Juniors (1969), ma ottenne il successo nel 1971 quando si unì al cast di Young Talent Time; rimase nello show per quattro anni, vincendo anche il Logie Award nel 1974. Dopo la parentesi successiva, Byrne ottenne un discreto successo come cantante pop e il suo singolo del 1974 "He's a Rebel" ottenne il primo posto nelle classifiche di Melbourne ed il venticinquesimo in quelle nazionali. Il singolo portò all'incisione del suo primo album, "She's a Rebel", nello stesso anno e nel 1975 pubblicò un nuovo singolo, "Da Doo Ron Ron". All'inizio degli anni 80 la carriera della cantante si interruppe a causa della sua dipendenza da eroina e nel 1985 il suo album "The Persuader" si rivelò un flop. Tuttavia, il 1985 la riportò ancora alla ribalta quando recitò accanto a Matt Dillon nel film Rebel Matt, soldato ribelle, per cui fu candidata all'AACTA alla miglior attrice.
La seconda metà degli anni ottanta consacrarono la Byrne come apprezzata interprete di musical in Australia. Dal luglio 1985 interpretò per due anni il ruolo di Grizabella nel musical Cats in scena a Sydney, mentre nel novembre 1987 si unì al cast della prima australiana del musical Les Misérables, in cui interpretava Fantine e cantava la canzone più nota dello show, "I Dreamed a Dream". Restò nel cast di Les Misérables per due anni e continuò ad interpretare Fantine a Sydney e Melbourne, cantando anche la parte in un'acclamata incisione discografica sinfonica che vinse il Grammy Award al miglior album di un musical teatrale nel 1989. Nel 1991 pubblicò il suo terzo album, "Caught in the Act", che arrivò al secondo posto nella classifica ARIA Charts. Un quarto album uscì nel 1994, con il titolo "Sleeping Children".
Dall'ottobre 1996 al giugno 1997 interpretò Norma Desmond accanto a Hugh Jackman nel musical Sunset Boulevard. La fine degli anni 90 e i primi anni duemila furono dedicati ai suoi spettacoli di cabaret, one-woman shows e apparizioni televisive in serie come Home and Away e The Secret Life of Us, mentre nel 2010 fece il suo ritorno a teatro con il musical Mary Poppins in scena a Melbourne. Da allora è tornata assiduamente a recitare a teatro e, in particolare, nei musical di Stephen Sondheim. Nel 2016 recitò accanto a Philip Quast e Nancye Hayes in un allestimento semi scenico del musical Follies a Melbourne, mentre nel 2019 è stata Lucy Barker in un revival di Sweeney Todd: The Demon Barber of Fleet Street, in scena con Anthony Warlow nella capitale dello stato di Victoria.

### Vita privata
Quinta dei sei figli di Norman Owen Byrne e Verna Alice Reid, Debra Byrbe è stata sposata con David Dudley dal 1977 al 1980 e la coppia ebbe una figlia, Arja. Dopo aver avuto una seconda figlia, Lauren, dal regista Chris Webb, Byrne sposò l'attore Neil Melville e la coppia rimase insieme dal 1989 al 1996. Dalla fine negli anni novanta è stata impegnata in una relazione, terminata nel 2006, con il musicista francese Ced Le Meledo, da cui ha avuto la figlia Lucille nel 2000.